# Juli Cèsar (cràter)

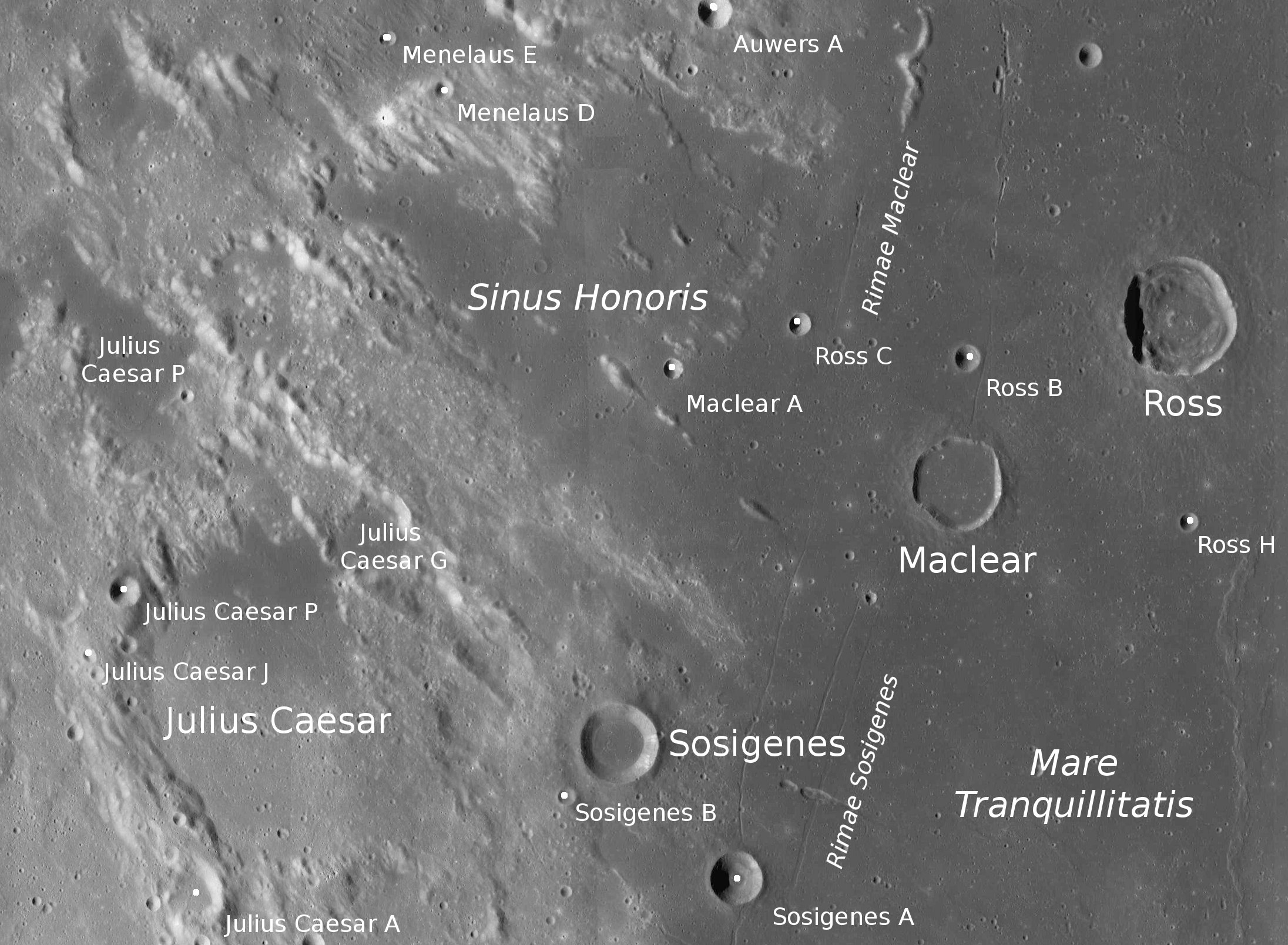
En la part inferior esquerra de la imatge el cràter Juli Cèsar

Juli Cèsar és un cràter lunar inundat de lava que es troba a l'oest del Mare Tranquillitatis, i just al sud-est del cràter Manilius en el Mare Vaporum.
El fons del cràter està relativament elevat, especialment en la seva meitat sud-oest. La meitat nord del seu interior té un menor albedo (és més fosca) que la seva part sud. Probablement el sòl hagi estat cobert o modificat per ejeccions de l'impacte que va crear el Mare Imbrium. En el seu interior hi ha quatre doms, els tres més grans formen un triangle rectangle i el quart està dins d'aquest. Hi ha alguns cràters propers a les vores sud i nord-est.

## Cràters satèl·lit
Per convenció aquests elements són identificats en els mapes lunars posant la lletra en el costat del punt central del cràter que està més proper a Juli Cèsar.
|            | \| Juli Cèsar \| Coordenades \| Diàmetre \| \| ---------- \| ------------------------------------ \| -------- \| \| A \| 7° 36′ N, 14° 24′ E / 7.6°N,14.4°E \| 13 km \| \| B \| 9° 48′ N, 14° 00′ E / 9.8°N,14.0°E \| 7 km \| \| C \| 7° 18′ N, 15° 24′ E / 7.3°N,15.4°E \| 5 km \| \| D \| 7° 12′ N, 16° 30′ E / 7.2°N,16.5°E \| 5 km \| \| F \| 11° 30′ N, 12° 54′ E / 11.5°N,12.9°E \| 19 km \| \| G \| 10° 12′ N, 15° 42′ E / 10.2°N,15.7°E \| 20 km \| \| H \| 8° 48′ N, 13° 36′ E / 8.8°N,13.6°E \| 3 km \| \| J \| 9° 12′ N, 14° 06′ E / 9.2°N,14.1°E \| 3 km \| \| P \| 11° 12′ N, 14° 06′ E / 11.2°N,14.1°E \| 37 km \| \| Q \| 12° 54′ N, 14° 00′ E / 12.9°N,14.0°E \| 32 km \| |          |
| Juli Cèsar | Coordenades | Diàmetre |
| A          | 7° 36′ N, 14° 24′ E / 7.6°N,14.4°E | 13 km    |
| B          | 9° 48′ N, 14° 00′ E / 9.8°N,14.0°E | 7 km     |
| C          | 7° 18′ N, 15° 24′ E / 7.3°N,15.4°E | 5 km     |
| D          | 7° 12′ N, 16° 30′ E / 7.2°N,16.5°E | 5 km     |
| F          | 11° 30′ N, 12° 54′ E / 11.5°N,12.9°E | 19 km    |
| G          | 10° 12′ N, 15° 42′ E / 10.2°N,15.7°E | 20 km    |
| H          | 8° 48′ N, 13° 36′ E / 8.8°N,13.6°E | 3 km     |
| J          | 9° 12′ N, 14° 06′ E / 9.2°N,14.1°E | 3 km     |
| P          | 11° 12′ N, 14° 06′ E / 11.2°N,14.1°E | 37 km    |
| Q          | 12° 54′ N, 14° 00′ E / 12.9°N,14.0°E | 32 km    |

### Altres referències
- (WGPSN), IAU Working Group for Planetary System Nomenclature. «Gazetteer of Planetary Nomenclature. 1:1 Million-Scale Maps of the Moon» (en anglès).  UAI / USGS, 13-02-2013. [Consulta: 6 abril 2016].
- Andersson, L. E.; Whitaker, E. A.,. NASA Catalogue of Lunar Nomenclature (en anglès).  NASA RP-1097, 1982.
- Blue, Jennifer. «Gazetteer of Planetary Nomenclature» (en anglès).  USGS, 25-07-2007. [Consulta: 2 gener 2012].
- Bussey, B.; Spudis, P.. The Clementine Atlas of the Moon (en anglès).  Nueva York: Cambridge University Press, 2004. ISBN 0-521-81528-2.
- Cocks, Elijah E.; Cocks, Josiah C.. Who's Who on the Moon: A Biographical Dictionary of Lunar Nomenclature (en anglès).  Tudor Publishers, 1995. ISBN 0-936389-27-3.
- McDowell, Jonathan. «Lunar Nomenclature» (en anglès).   Jonathan's Space Report, 15-07-2007. [Consulta: 2 gener 2012].
- Menzel, D. H.; Minnaert, M.; Levin, B.; Dollfus, A.; Bell, B. «Report on Lunar Nomenclature by The Working Group of Commission 17 of the IAU» (en anglès). Space Science Reviews, 12, 1971, pàg. 136.
- Moore, Patrick. On the Moon (en anglès).  Sterling Publishing Co, 2001. ISBN 0-304-35469-4.
- Price, Fred W. The Moon Observer's Handbook (en anglès).  Cambridge University Press, 1988. ISBN 0521335000.
- Rükl, Antonín. Atlas of the Moon (en anglès).  Kalmbach Books, 1990. ISBN 0-913135-17-8.
- Webb, Rev. T. W.. Celestial Objects for Common Telescopes, 6ª edición revisada (en anglès).  Dover, 1962. ISBN 0-486-20917-2.
- Whitaker, Ewen A. Mapping and Naming the Moon (en anglès).  Cambridge University Press, 2003. 978-0-521-54414-6.
- Wlasuk, Peter T. Observing the Moon (en anglès).  Springer, 2000. ISBN 1-85233-193-3.